# Dario Alves
Dario Alves (Moncorvo, Dezembro de 1940) é um pintor português. Vive no Porto desde 1953, cidade onde também trabalha. Formado em Pintura pela Escola Superior de Belas Artes, actual Faculdade de Belas Artes da Universidade do Porto. Leccionou nesta Escola e foi Presidente do Conselho Directivo desta Faculdade de 1984 a 1993 e de 1996 até finais de 2000. Em 2001 obtém a aposentação como Professor Associado da Faculdade de Belas Artes da Universidade do Porto.

## Exposições individuais
1979 Galeria do Jornal de Notícias/Porto. 1981 Galeria Roma e Pavia/Porto. 1983 Galeria Diagonal/Cascais. 1985 Galeria Diagonal/ Cascais. 1987 Galeria EG/Porto. 1989 Galeria Leo/Lisboa. 1991 Galeria EG/Porto. 1996 Trabalhos de casa/Árvore/Porto. 2001 Dario Alves/Museu Nogueira da Silva/Galeria da Universidade/Braga. 2002 Dario Alves/ Galeria Canvas/Porto. 2006 Dario Alves/de várias formas e feitios/Galeria Sala Maior/Porto. 2010 Dario Alves/ Exposição Retrospectiva 1972/2010/ Museu do Douro/Régua e Centro De Memória/Moncorvo. 2012 Dario Alves + Emerenciano/Galeria ao Quadrado/Sta. Maria da Feira. 2017 Desenhos/Pintados/Galeria Fernando Santos/Porto.

## Colecções públicas e Institucionais
Representado em colecções Institucionais, nomeadamente: Centro de Arte Contemporânea/Museu Nacional de Soares dos Reis/Porto. Museu de Arte Moderna de Lund/Suécia. Fundação Calouste Gulbenkian /Lisboa. Fundação Cupertino de Miranda/Famalicão. Secretaria de Estado da Cultura/Museu de Serralves/Porto. Museu de Desenho de Estremoz/Estremoz. Banco de Fomento Exterior/Porto. Universidade do Porto/Porto. Banco Borges e Irmão/Porto. Banco Português do Atlântico/Porto. Universidade do Minho/Braga. Associação Industrial Portuense/Porto. Banco Fonsecas e Burnay/Porto. Mota & Cª/Porto. Fundação Mário Soares/Lisboa. Instituto Politécnico do Porto/Porto.